# Zamistia (obwód czernihowski)
Zamistia (ukr. Замістя) – wieś na Ukrainie, w obwodzie czernihowskim, w rejonie pryłuckim, w hromadzie Suchopołowa. W 2001 liczyła 1021 mieszkańców.